# 真・女神転生IMAGINE
『真・女神転生IMAGINE』（しん・めがみてんせい イマジン）は、Windows機用の『真・女神転生シリーズ』の本格的なオンラインゲーム。

## 概要
2007年4月より正式サービス開始。基本料金は無料で、一部のアイテムを購入した際に課金されるアイテム課金方式。種別としては多人数同時参加型オンラインRPG (MMORPG) に分類されるが、実際のゲーム内容としてはMOダンジョンが主体となっている。
舞台は近未来の東京。時代設定は203X年、『真・女神転生』と『真・女神転生II』の間の時代、『真・女神転生NINE』の空白の10年間。199X年に着弾したICBMと202X年に発生した大洪水によって一旦は崩壊した東京が舞台。『真・女神転生』で対立していた「メシア教」と「ガイア教」の間で大協定と呼ばれる不可侵条約が結ばれ、「共同体社会」が成立した後という設定となっている。プレイヤーは「デビルバスター」となり、自分の分身たるキャラクターを作成して、悪魔召喚プログラムを使い、敵として出現する悪魔を交渉で「仲魔」にし、共に戦っていく。邪教の館での悪魔合体も健在。
2016年5月24日にサービスを終了した。

## 開発経緯
当初は『真・女神転生NINE』のオンライン対応版として開発されていたが、開発が難航し「真・女神転生NINE」としては開発を中止、オンライン版「真・女神転生」はプラットフォームをPCに移して新たに開発することとなった。そのため、『真・女神転生NINE』とはまったくの別ゲームである。
その後『女神転生オンライン IMAGINE』というタイトルでアトラスの開発・運営によって2004年（平成16年）10月1日よりクローズドβテストが行われていたが、同社初のネットワークゲームということで開発が難航し、2005年（平成17年）1月31日で一旦打ち切られた。
2005年（平成17年）7月、新設された会社ケイブ・オンライン・エンターテイメントに開発・運営が移管され、MMORPGとしてシステムを一から作り直すことになった。その名残りとして、ケイブ移管後のロゴイメージにも初期タイトルの「真」の文字が見て取れた。2006年9月1日にケイブ・オンライン・エンターテインメントが親会社のケイブに吸収合併されたため、開発元がケイブに変更された。
その後、タイトルを「女神転生IMAGINE」と改め、2006年11月11日11時11分11秒より当選者によるクローズドβテスト（βプレビュー）が開始された。βプレビューでは、開発途中のゲームを使いクライアントの安定性の検証やゲームバランスの調整、デバッグなど製品版に向けての様々なテストが行われた。2006年12月6日より第二次βプレビュー参加者の募集が開始された。βプレビューを終了し、2007年2月14日からは必要スペックを満たしたPCを所持し、規約に同意できる希望者なら誰でも参加できるオープンβテストが開始され、同年4月4日の正式サービス開始まで続けられた。
2007年（平成19年）1月17日にガンホー・オンライン・エンターテイメント株式会社と業務提携契約を締結し、ゲームポータルサイト「ガンホーゲームズ」でも提供すると発表された。ガンホーゲームズでのサービス開始は2007年（平成19年）6月から。2008年（平成20年）4月4日にはサービス開始一周年を機にタイトルが「真・女神転生IMAGINE」と改められ、ロゴイメージも一新された。

## 沿革
真・女神転生NINE（別タイトル）
- 2002年（平成14年） 2月 シリーズ初のオンライン対応ゲームとしてXbox用ソフト『真・女神転生 NINE』が発表される。
- 2002年（平成14年） 7月 『真・女神転生NINE』は先行してスタンドアローン版が発売され、後にオンライン対応版が発売されると発表。
- 2002年（平成14年）12月 『真・女神転生 NINE スタンドアローン版』発売。しかし、ハードの関係で売り上げは不振。
- 2003年（平成15年） 8月 Xbox用『真・女神転生 NINE オンライン対応版』の開発を中止し、オンライン版「真・女神転生」のシリーズ展開はプラットフォームをPCに移すと発表。

真・女神転生ONLINE IMAGINE時代（新開発）
- 2004年（平成16年） 7月 5日 Windows用オンライン専用新作ゲーム『真・女神転生オンラインIMAGINE』発表。この当時はMORPGとして開発されていた。
- 2004年（平成16年） 9月 1日 『真・女神転生オンラインIMAGINE』のクローズドβテスター募集開始。
- 2004年（平成16年）10月17日 『真・女神転生オンラインIMAGINE』のクローズドβテスト開始。しかし、バグやエラーが多発し開発は難航。
- 2005年（平成17年） 1月30日 『真・女神転生オンラインIMAGINE』のクローズドβテスト終了。

女神転生IMAGINE時代（開発委託後）
- 2005年（平成17年） 7月15日 『ケイブ・オンライン・エンターテインメント』設立。開発を委託。MMORPGとして1から作り直すことになる。
- 2006年（平成18年） 6月26日 タイトルを『女神転生IMAGINE』に変更し、2006年（平成18年）冬よりβテストを開始すると発表。
- 2006年（平成18年） 9月 1日 ケイブ・オンライン・エンターテインメントが親会社に吸収されたため開発元がケイブに変更。
- 2006年（平成18年）11月11日 『女神転生IMAGINE』クローズドβテスト開始。
- 2006年（平成18年）12月 6日 第二次βプレビュー募集開始。
- 2007年（平成19年） 1月17日 ガンホー・オンライン・エンターテイメントとの提携を発表。
- 2007年（平成19年） 2月14日 オープンβテスト開始。
- 2007年（平成19年） 3月 9日 アイテム課金方式が決定。製品版で追加予定の仕様発表。
- 2007年（平成19年） 3月30日 「女神転生IMAGINE プレミアムパッケージ」発売。
- 2007年（平成19年） 4月 1日 新宿南口のFLAGS前で「20XX年新東京みやげ」配布キャンペーン。

女神転生IMAGINE時代（正式サービス開始後）
- 2007年（平成19年） 4月 4日 正式サービス開始。
- 2007年（平成19年） 5月24日 必要スペックをダウン。
- 2007年（平成19年） 6月26日 ガンホーゲームスでのサービス開始。
- 2007年（平成19年）11月 8日 サーバ増強。
- 2007年（平成19年）12月13日 メモリアルパッケージ発売開始。
- 2008年（平成20年） 3月 6日 既存ワールドを全12chに増設。

真・女神転生IMAGINE時代（タイトル改称後）
- 2008年（平成20年） 4月 4日 1周年記念キャンペーン、プレゼント実施。『真・女神転生IMAGINE』への改称。
- 2008年（平成20年） 5月27日 クレジットカード決済（本人認証サービス）開始。
- 2008年（平成20年）11月 1日 「勝利の牛めしキャンペーン」実施。
- 2008年（平成20年）12月16日 「ザテレビジョンの表紙は君だ！ レモン片手にスター気分」実施。
- 2008年（平成20年）12月26日 「二度と手に入らない」と謳って販売したアイテムを再発売した事について謝罪。

2009年（平成21年）
- 2月19日 ch数削減（ケルベロス12→11、クー・フーリン6→5）。
- 12月17日 第3ワールド「ピクシー」稼働。
- 12月24日 ハンゲームで正式サービス提供開始。
- 12月25日 携帯サイトオープン。

2010年（平成22年）
- 1月14日 アニメ『とある科学の超電磁砲』とのコラボレーションイベント開始。
- 1月28日 TSUTAYA DISCAS共同キャンペーン開始。
- 2月10日 昨年12月に発表されたCh統合実施。
- 2月25日 ぐるなびデリバリーとの共同キャンペーン開始。
- 3月27日 公式ブック「デビルバスターバイブル」発売開始。
- 6月22日 オンライン麻雀ゲーム『桃色大戦ぱいろん』とのコラボクエスト開始。
- 7月15日 「荒廃したトウキョウでも安心の1枚！三井住友VISAカード入会キャンペーン」開始。
- 11月 1日 選べる二つの特典！ソフトバンクコラボ企画開始。

2011年（平成23年）
- 5月24日 「大好評企画再び！ あなたのIMAGINEライフに選べる一枚 三井住友VISAカード入会キャンペーン」開始。
- 5月24日 アニメ『デュラララ!!』とのコラボレーション企画開始。
- 12月6日 アニメ『ギルティクラウン』とのタイアップゲーム内イベント開始。

2012年（平成24年）
- 2月14日 DMM.com証券の提供するFXサービス「DMM FX」に新規口座を開設し、10Lot以上（1Lotは1万通貨単位）の取引を行ったユーザーに限定アイテムをプレゼントする「DMM FX タイアップキャンペーン」を開始（同年3月27日に終了）。

2013年（平成25年）
- 3月19日 バランス調整実施。
- 5月28日 バランス調整第二弾実施。
- 6月18日 メンズファッション誌『MEN'S KNUCKLE』とのコラボレーション企画開始。
- 8月6日 バランス調整第三弾実施。
- 9月3日 バランス調整第四弾実施。
- 10月29日 アイドルグループ「仮面女子」とのタイアップ開始。

2014年（平成26年）
- 1月21日 漫画『サイレントメビウス』とのタイアップゲーム内イベント開始。
- 5月13日 漫画雑誌『コミック乱ツインズ 戦国武将列伝』とのタイアップゲーム内イベント開始。
- 5月27日 バランス調整第五弾実施。

2015年（平成27年）
- 7月7日 ゲームをより遊びやすい環境にするためのシステム更新などを含む「真・女神転生IMAGINE 快適化プログラム」開始（調整は随時行われる）。

2016年（平成28年）
- 5月24日 サービス終了。

## システム
MMORPGということで移動や戦闘、交渉などもリアルタイムになっており、プレイヤーが何もしなくてもゲーム内の時間が経過していくことや、多数のプレイヤーが同時にプレイするのが従来のスタンドアローンの真・女神転生シリーズとの大きな違いである。このため魔法の詠唱中に妨害されて魔法が発動できなかったり、交渉が攻撃で中断されることもあり、気の抜けないシステムになっている。プレイヤーは最大5人までのパーティーを組むことができる。
一部のアイテムはゲーム内の専用通貨「CP」で購入できる。10CPあたり100円に換算。

### LNC
女神転生シリーズに共有の属性変化システムが2007年8月9日から実装されている。LNCとはLaw、Neutral、Chaosの3属性の頭文字であり、プレイヤーの行動によって属性が変化する。IMAGINEにおいてはLNCは一部クエスト内の選択、各勢力への寄付によって変動し、その変動値により仲魔召喚コストが変化する。例えばLaw側ならLaw属性の仲魔召喚コストが少なくて済む。また、メシア教、ガイア教それぞれの本拠地では属性専用装備・アイテムが販売されており、通常の消費アイテムの価格も属性によって変動する。例えばLaw側ならメシア教の聖都で消費アイテムを購入すると、他の街より安価で済む。

### ダンジョン
ダンジョンには、すべてのプレイヤーが同じマップ、同じ悪魔を相手にプレイするMMOダンジョンと、プレートと呼ばれる専用アイテムで生成するプライベートダンジョン（以下PD）がある。PDはプレートの色によって難易度が変化し、クエスト専用プレートも存在する。プレートは悪魔からのドロップもしくは入り口で購入する。PDは生成されるたびにマップが変化し（マップは4 - 5種類程度、クエストによっては変化しない）、悪魔のリポップはない。最深部にはボス部屋が存在し、一度出ると（ログアウトやサーバ切断でも）同じ条件の（攻略途中などの）Pダンジョンに戻ることはできない。MMOダンジョンでは悪魔はリポップし、ルートの変化はない。

### デジタライズ
マグネタイトを媒介にしてプレイヤーに仲魔の力を宿らせる事が可能なシステム。実装当時は「御霊合体」と呼ばれる特殊な合体を施す必要があったが、システムのアップデートにより御霊合体を施していない仲魔でもデジタライズが可能になったが「DLv（デジタライズレベル）」と呼ばれる悪魔の小種族ごとに設定されているレベルに制限がかけられている。このDLvを上げることでデジタライズ可能な種族が増えたり、デジタライズアシストと呼ばれる仲魔のステータスがプレイヤーへのボーナス値としてステータスの反映され、より強くなる事が出来る。

## 登場人物
プレイヤー（デフォルト名なし）
本作の主人公。名前および性別と外見の選択が可能。アームターミナルという携帯型COMPにインストールされた悪魔召喚プログラムを使うデビルバスター。
トウキョウ再生にまつわる事件を通して"彼"と同じ素質を得る。サタンの半身ともいえるセトを倒した事であの人物に注目され、異世界から現れたセツとアズラからも（異世界にいる）サタンに対抗しうる唯一の存在として協力を頼まれる。
メインAct終盤で山本長官の口からA級ライセンスを与えられたデビルバスターの義務や特務大尉のポストが用意されていたが、長官の判断与えられた為に義務が適用されていなかった事が判明する。
異世界からあらわれたアズラ・セツ・クロエのいた世界でのプレイヤーはIMAGINE本編同様に悪魔の巣窟と化した第二ホームに出向くが、クロエを救うため悪魔の気を自身に向けさせた結果、死んでしまう。
その遺体はメシア教団によって回収され、人体実験で蘇生させられたのちに「救世主」としてあがめられたが、世界を滅ぼすサタンとなり異世界を滅ぼした（滅ぼす事を決めた経緯は不明）。
そして、アズラ・セツ・クロエを追いかけ、IMAGINE本編の世界に現れ対峙したプレイヤーに対して「お前の存在を認めない」と告げ襲い掛かるも倒された。
勤勉なるユダ
メシア教団の大司教。元・七人の賢者の一人。
アルカディアにあるカテドラル奥深くにおり、プレイヤーに「千年王国」を築くための協力を申し出る。
ストーリーが進むと過去にあったある出来事（久坂とイノセントの過去）を教えてくれる。
剛毅なる道濯
ガイア教団の大僧正。元・七人の賢者の一人。
総本山にある風雲城奥深くにおり、プレイヤーに「自由」を得るための協力を申し出る。
ストーリーが進むと過去にあったある出来事（古島総帥について）を教えてくれる。普段は話しかけても「ニャム」とつぶやいて寝たふりをしている。
叡智の久坂
元・七人の賢者の一人。イノセントと呼ばれる人造人間を開発した。後述のセツ・アズラにとっては父親のような人物。
街中にあふれているインセントと異なる「自律型イノセント」のセツ・アズラにとって兄にあたる「カイン」と「アベル」も生み出したが、カインに殺されている。
本編が始まる前に故人となった為、プレイヤーが魔階から持ち帰った記憶媒体のメモリーにある画像でしか姿がない（その後、カインは弟のアベルも殺し、姿を消した）。
東京大破壊で失われた人々の代わりにイノセントを創造することになった際『イノセントに決して武力を与えてはならない』決まりを作った。
公正なるマダム / ベアトリーチェ
元・七人の賢者の一人。執事のアルフレッドが近くにいる。
労働力（奴隷）として働いていたイノセントたちを解放し、プロトピアを作った。
過去の出来事から誰にも会おうとしないがプレイヤーとはモニター越しに会話が可能。執務室には執事がおり、彼を通さないと会うことは出来ない。
プレイヤーが選んだルートによってはガイア教団とメシア教団の企みを阻止するためにアルフレッドと共にプレイヤーに依頼を持ちかける。
メインAct終盤、プレイヤーが向かうべき場所に行くために必要なプログラム等をSTEEVENと開発していたことを明かした。
"彼"（正式名称がないために便宜上の措置として"彼"と呼ばれる）
元・七人の賢者の一人。かつてトウキョウを救った救世主で、初代 真・女神転生のヒーローをにおわせる人物。行方不明。
プレイヤーは"彼"の仲魔であったケルベロスから「俺の前契約者を探してほしい」と依頼を受ける事になる。
ケルベロス
元・七人の賢者の一人である人物が契約していた仲魔で初代『真・女神転生』に出てきたケルベロス（パスカル）を彷彿とさせる悪魔。
現在は公正なるマダムと『何があってもマダムとプロトピアを守る』という契約をしており、プロトピアから離れる事が出来ないためプレイヤーに前契約者を探し出す依頼を持ちかける。
メインAct終盤、悪神セトと対峙するに必要な力を持つにふさわしいかどうか確かめるために特別なカーネル空間（COMP-Hackの空間）でプレイヤーと対峙する。
その際、かつての主である前契約者（＝”彼”）と共に「カーネル空間でよく訓練していた」と語っていた。
セツ
叡智の久坂が三番目に開発した自律型イノセント。銀髪の大人びた雰囲気漂う少年。
常に冷静な性格で、後に妹アズラの仲魔となるアンドラスと契約していた。
プレイヤーに「トウキョウ再生」の協力を申し出た後、最終目標としてイノセントにとっての世界を作るために久坂によって禁じられていた「イノセントの武装」を行ってしまう。
メインAct終盤、プレイイヤーと対峙した際に「なぜイノセントにとっての世界を創造するのか？」を明かしたのち悪神・セトと姿を変え、プレイヤーを排除しようと試みるも倒された。
異世界のセツ
IMAGINEサービススタート8周年記念イベントに先駆けて登場したセツ。IMAGINE本編と異なる時間軸の世界から「十戒の宝石」を使ってプレイヤーの前に現れた。
銀髪に青い瞳。冷静な性格は変わりないがデビルバスターとして活躍しており、見た目も幾分成長した青年の姿になっている。
『終末之地イチガヤ』では戦闘NPCとして同行可能。大型の両手剣を使った近接攻撃を得意とする。ExtraBattleでセツと1対1の戦闘が可能であり、ある悪魔をデジタライズしている。
アズラ
叡智の久坂が四番目に開発した自律型イノセント。セツの妹であり、赤いフードパーカーを纏った銀髪の少女。
街中で見かける他のイノセントと異なり、感情豊かで純粋。
スギナミ魔階坑道で探し物をしている際に悪魔に襲われそうになるがプレイヤーに救出される。その後、デビルバスター候補生としてスネークマンと共に第三ホームにいる。
ストーリーが進むとプレイヤーのようにデビルバスターになることを望み、スネークマンからお下がりのCOMPとアズラ自身の仲魔（アンドラス）を得ることに成功した。
プレイヤーと出会った当初は「デビルバスターさん」と呼んでいたが、仲良くなってくると「おにいちゃん」「おねえちゃん」と呼んでくる。
メインACT終盤のある出来事により命を落とし消滅してしまうが、プレイヤーの選択次第では物語のエンディングで自らを「アズラ」と名乗る瓜二つの少女がスギナミで保護される。
「いずれ、お前（プレイヤー）を凌ぐほどのデビルバスターにする」為にスネークマンと共に生きていくことになった。
異世界のアズラ
IMAGINEサービススタート8周年記念イベントに先駆けて登場したアズラ。異世界のセツと共に『IMAGINE』本編と異なる時間軸の世界から「十戒の宝石」を使ってプレイヤーの前に現れた。
銀髪に青い瞳。友好的な性格にデビルバスターとして活躍に変わりはないが、右目にはスネークマンを思わせる眼帯をつけており、見た目も幾分成長した女の子の姿になっている
『終末之地イチガヤ』では戦闘NPCとして同行可能。魔法を使った範囲攻撃を得意とする。ExtraBattleでアズラと1対1の戦闘が可能であり、ある悪魔をデジタライズしている。
オガミ（拝神）
トウキョウ各地にある「ホーム」を襲撃し、イノセント達を強奪している人物でプレイヤーと敵対する存在。
かつてトウキョウ大破壊を引き起こした人物を目撃したと語るが真相は不明。デビルバスターではないが召喚符を用いて悪魔を召喚・使役が可能。
イチガヤ駐屯地にてイノセントの強奪をした理由と目的を明かした後にプレイヤーと対決し、倒された。決着がついた後の選択次第ではミカナギにトドメを刺される。
その後オガミ自身の登場はなくなったが、彼女が作った組織がエクストラエピソードSide.bで発生した事件を引き起こす。
ミカナギ
上級デビルバスターの一人。常に傲岸不遜な物言いをする。
あるミッションで新宿バベルから派遣された際にプレイヤーと出会い、「力はあるが、生半可な力では危険」と忠告する。
仲魔のパズスも契約主に似て傲岸不遜。加えて好戦的な性格。メインAct終盤にて、共同体社会直轄のデビルバスターで構成された「アーミー部隊」の隊長であることが明かされた。
異世界のミカナギ
異世界から「十戒の宝石」を使って現れたセツとアズラとの会話の途中で、プレイヤーが見た謎の映像の中や8周年記念イベントのコンセプトアートにミカナギと思しきデビルバスターの姿があるが本人かどうかは不明。
クロエ
声 - 織部ゆかり
上級デビルバスターの一人でプレイヤーの教官を務める女性デビルバスター（チュートリアルを担当）。
実地訓練中に通信で『第二ホーム』が何者かの襲撃を受けていると連絡を受け、悪魔の巣窟と化した現場でプレイヤー・ケルベロス共に深手を負ってしまう。
彼女から通信を受け応援に駆け付けた第3ホームの守衛たちによってプレイヤーと仲魔のケルベロスは救出されるが、クロエだけは行方不明になる。
その後はエクストラエピソードSid.aでプレイヤーと因縁の場所で再会する。
契約していたケルベロスは後に『負傷したケルベロス』としてプレイヤーと共に行動をし、最終的に『未熟なケルベロス』としてプレイヤーの仲魔になる。
彼女が装備していたFMD（フロントマウントディスプレイ）は『壊れたFMD』として装備可能（修理による耐久の回復は可能だが、悪魔の攻撃による故障個所は直せない）。
異世界のクロエ
IMAGINEサービススタート8周年記念イベントに登場したクロエ。異世界のセツと共にIMAGINE本編と異なる時間軸の世界から「十戒の宝石」を使ってプレイヤーの前に現れた。
アズラの依頼をこなして行くとアズラ達のいるナカノ野営地に出現。プレイヤー・セツ・アズラと共にサタンを倒す闘いに身を投じる
『終末ノ地イチガヤ』では戦闘NPCとして同行可能。銃を使った遠距離攻撃を得意とする。ExtraBattleでクロエと1対1の戦闘が可能であり、ある悪魔をデジタライズしている。
古島総帥
不動の山本長官の上司。イノセントを利用し、何かを企んでいる。
PvPコンテンツのVERSUSは彼の指示のもと行われているような描写がVERSUS実装告知ページ内ムービーに存在した。
セツと共に暗躍していたが、メインAct終盤で裏切られた揚句に「公正なるマダム」が派遣した部隊に捕えられた。
その正体は古島総帥本人ではなく、本編開始前に「叡智の久坂」と弟にあたるイノセントのアベルを殺したカイン本人。最後までその容姿を明かすことはなかった。
不動の山本長官
デビルバスター管理機関の長官。デビルバスターたちに任務を依頼する。「ワシはここにいる」が口癖。
メインAct終盤にプレイヤーにはA級ライセンスが与えられたデビルバスターに課せられた義務や特務大尉のポストが与えられる予定であったことを明かした。
スネークマン
不動の山本長官の部下で第三ホームの管理者。アイパッチ着用。一緒にいるガルムは現役時代からの相棒。
最初のバーチャルバトルでのデビルバスターたちのチューター。後にプレイヤーに保護されたイノセントの少女アズラを、デビルバスター候補生として迎え入れた。
謎の女性
エクストラエピソードSide.bで山本長官のもとに訪れたプレーヤーの前に現れた女性。正体は「真・女神転生」シリーズでおなじみのあの人物。
サタンの半身ともいえる存在であるセトを倒したプレイヤーに「是非、私の下で働いてほしいが焦らずとも再び邂逅する時が来る」と告げその場を去っていった。
ハルアキ（晴明）
エクストラエピソードSide.bで山本長官のもとに訪れたプレイヤーの前に現れた青年。
封鎖されている『創造の間』に近づけることや初対面のはずのプレイヤーを知っているなど謎が多い。
事件の犯人である人物が『創造の間』に施した結界を破るため、一族に伝わる術に必要な触媒を用意するようプレイヤーに依頼をしてくる。
明確な描写がない為不明だが、犯人がプレイヤーと共にあらわれたハルアキを「晴明」と呼んでおり、創造の間に入る直前にプレイヤーに対して「一千余年にわたる因縁」「わが子孫の事を頼む」という。
テキストが表示されたところから安倍晴明の末裔である可能性がある。また「ハルアキ」の瞳は金色だが、犯人と対峙した時や創造の間に入るシーンでは緑色になっている。

## Chain Of Curse（チェイン オブ カース）
女神転生のゲームシリーズ生みの親である鈴木一也がシナリオ製作・監修をしているサブシナリオ。イケブクロフィールドが登場。

### ストーリー（Chain Of Curse）
新宿バベルをはじめ、多くの若者たちの間に「プチデモナイズド（＝プチデモ）」と呼ばれるサブカルチャーが大流行。だが、とても危険な大きな副作用があるため問題視されていた。スネークマンから調査を命じられたプレイヤーは新宿バベル内で、血生臭い詩を売る詩人や後輩のデビルバスター候補生、プチデモをした若者たちと接触のさなか、デビルバスターを狙った凄惨な殺人事件が発生してしまう。
その背景には、過去の戦いから歴史の闇に消えた組織と人物の名が暗躍していた。

### 登場人物（Chain Of Curse）
プレイヤー（デフォルト名なし）
本作の主人公。作中で数少ない上級デビルバスターの一人。トウキョウの各地で活動をしており、新宿バベルを訪れた際に上司であるスネークマンからの伝令を受け「プチデモ」をめぐる事件に関わることになる。
トウキョウ再生をめぐる事件の活躍からか、後輩デビルバスター候補生のリンから目指すべき目標とされている。
スネークマン
スギナミにある第三ホームの責任者で現役時代からの相棒の悪魔であるガルムと共にデビルバスター候補生たちを叱咤激励し、後世の育成をしている眼帯をした初老の男性。
上官であり、盟友の山本長官が常駐している新宿バベルで起きているプチデモ関連の事件解決をプレイヤーに依頼する。伝令はリンを通して伝えている。
一連の事件について、数十年前に起きた「ある組織」との闘いやその残党が再び動き出した事をプレイヤー・リン・キナに告げ、全デビルバスターへ厳戒態勢を取る通知をする事とプレイヤーには山本長官とは別の盟友がいるイケブクロへ向かうよう指示をした。
リン
新宿バベル居住区で出会う、メガネをかけた後輩デビルバスター候補生の女の子。プレイヤーを「先輩」と呼び、慕う。
主にスネークマンからの伝令を口調を真似て伝える。会話イベントではプレイヤーに「かっこいい…」と憧れや羨望の眼差しを向け、血鶴に対しては「キモい女」と評している。
プレイヤーの事を尊敬しており、「どんな事があっても、先輩みたいなデビルバスターを目指します!!」と決意を固めている。
スネークマンの指示でベテランのデビルバスターであるクレハと共に行動しているがその事を訊ねても「禁則事項です」と返す。
血鶴
新宿バベル居住区に出没する謎の詩人。彼女がつづる詩はどこか血生臭く、予言めいている。プレイヤーを「悪魔狩人さん」と呼ぶこともある。
衣裳がフォーチューン（有料くじ）に登場。詩集は250マッカで買うことが可能。
詩人以外の素性は一切不明だが、自身の正体を尋ねに来たプレイヤーに対し悪魔をけしかけた後はいずこへと去って行った。
キナ
新宿バベルを拠点に活動しているデビルバスターで拳銃とナイフを使った独自の戦闘スタイルを持つ。血の気が少々多く、方向音痴。装備しているアームターミナルは少々変わったタイプ。
ある晩、同僚デビルバスターのミルワと共に行方不明となってしまうがプレイヤーに救出された。それ以後はプレイヤーと共に行動をする。
山本長官が苦手。リンと同じく血鶴に対して不快感を示している。
ブラックフィエンドの事を知っているようだが、どこまで知り得ているのか明確な描写がないため詳細は不明。
ミルワ
新宿バベル居住区を拠点に活動しているデビルバスター。デビルバスターとして闘うことに誇りを持っており、同じく居住区にいるデビルバスターのゴンから尊敬されていた。
謎の集団によってキナと共に行方不明となるが無事に救出される。
その後、自身のようにデビルバスターが襲われているのを逆手に取ったオトリ捜査『スティング作戦』をプレイヤーの持ちかける。
約束の時間に現れたプレイヤーとの会話の中で「邪魔者の片づけは済んでいるようね。さぁ、みんな仕上げにかかるわよ」と他のデビルバスター4人とともに襲い掛かってくる。それは、かつての「異形の者たち」と同じ特徴をもった裏切り者としてプレイヤーを葬り去るという意味だった。
プレイヤーに敗れた後に謎の白い砂が残され、その砂とスネークマン・リン・キナの立会いの下で行われた実験の結果が「ある組織」と「異形の者たち」の存在を告げることになる。
クレハ
総本山で隠居暮らしをしていたベテランのデビルバスター。愛用のハイランダーマスケットを相棒とし、アームターミナルの電源も切っていた。
プレイヤーに「俺に何の用かね？俺の相棒は用はないと言っている」と一切関わろうとしなかったが、スネークマンの伝令で来た事が分かり電源を再び入れた。
スクナヒコナ登場シーンの会話イベントでプレイヤーがボケた回答をするとそれに対してツッコミを入れる。
現在はリンと行動をしているが、リンにその事を尋ねても「禁則事項です」と返されてしまう。かつてはキナの教官を務めていた。
スクナヒコナ
国津神の一人で、トウキョウのあちこちを歩き回っている。その過程から「なんとなーく」や「めちゃんこ」「ワケあり物件」など妙な言葉を覚えてしまった。
彼にお願いをする際には生体マグネタイト1000個が必要だが、渡すのを断ると「このたわけめ！」と怒られてしまう。
探し物や尋ね人の所在を見つけることは出来るが、その場所に行くにはプレイヤーの協力が必要。
プチデモをしたNPCの一人、ノーラから「なんだかかわいいにゃす。捕まえたいにゃす」とターゲットにされかけている（それを察知したのか、すぐに退場した）。
天津神とは因縁深く、オモイカネに対し「相変わらず天津神の奴らは上から目線で話をする」と愚痴をこぼす。
オモイカネ
天津神の一人で、ベテランのデビルバスター キスギに取り付き各地で動きまわっていた。
取りつかれたキスギは錯乱し、危険人物とみなされた上に討伐対象として扱われるとばっちりを受けた（正気に戻されただけで殺されてはいない）。
オモイカネ自身はその後、キスギからプレイヤーへ乗り移り、バッドステータス「祟り」にした上で「あるもの」を探させる（キスギに取り付いていたのはこのため）。
同じ天津神であるタケミカヅチの暴走に対し「恥ずかしゅうて消え入りたい」と発言した後、現在起きている事態を説明しプレイヤーに探し物の続きを託して姿を消した。
キアラ
新宿バベルを中心にトウキョウで流行している、「プチデモナイズド（＝プチデモ）」をした一人。居住区に常駐している。
バイコーンをプチデモしていたが、ある出来事によりスクナヒコナに助けられ解除した。その後はジャアクフロストを模した着ぐるみを着用して再登場。
かなりお気に入りのようで、会話イベントではジャックフロスト系悪魔おなじみの「ヒーホー」口調で話をする事もある。
仲間思いで解除した後も自分と同じようにプチデモをしたNPC達の事を案じている。
ノーラ
新宿バベル商業区で中央制御室付近に常駐しているNPCの一人。
ネコマタをプチデモしており、大好きなネコマタと一緒にいられる事や優れた聴力など恩恵を受けている一方で副作用に悩んでいる。
解除を勧められるも「ネコマタが好きだし、ネコマタもノーラの事が好きだから」と応じようとしなかったが、その特徴を生かして事件の調査をするプレイヤーに協力を申し出る。
フェイ
渋谷ハチ公前で失せもの探しの瞑想をしていた少女。本人曰く、歌って踊れる人物。初対面のはずのプレイヤーを知っていたらしく、自身は「（主人公）は有名だから」と言っているが真意は不明。
「失せもの」をめぐって度々姿を現し、プレイヤーから奪う。その際「あなたに渡したくない人がいる」と事情を明かした。クエストと関係なく、イケブクロで一度だけ遭遇するが、姿をくらましてしまう。
ヒガ
イケブクロで活動している極道「神那原（カンナバラ）」の一人。真・女神転生IIIの氷川を思い起こす特徴的なヘアスタイルをしており、「アニキ」を尊敬している。チバナと共にイケブクロ駅近くにいる。
チバナ
ヒガと同じくイケブクロで活動している極道「神那原（カンナバラ）」の一人。ヒガからは「アニキ」と呼ばれている。
亡くなった人達の遺骨の回収をプレイヤーに依頼し、供養をしている。ヒガ曰く「義理人情に厚い」。
ノワルナ
本編に姿を現しておらず、名前だけの謎が多い人物。プチデモから始まった一連の事件との関連性は不明。
その一方で総本山と新宿バベルにいたデビルバスターを殺害した犯人達が「ノワルナ様のために血を！」と言いながら襲っていた。
謎の人物
ノワルナと同様に本編に姿を現しておらず、新宿バベルをはじめとした一連のプチデモ事件に深く関与している可能性がある。
襲撃事件が発生した後も、プチデモをしたNPCから「変なニオイのする外人さんがまだうろついている」と情報を教えてくれる。
モリト
デビルバスター襲撃事件の実行犯の一人。クエストムービーで登場する人物よれば、新宿バベルを襲撃した時にキナに倒された。

### 用語（Chain Of Curse）
ブラックフィエンド
メインActの「トウキョウ再生」をめぐる闘いが始まる数十年前。トウキョウの各地で猛威をふるっていた異形の存在を束ねていた組織。
組織に属する者たちの見た目は通常の人間と差異がない上に人知れず同志を増やしていく。その事が原因で昨日まで親しかった友人や仲間に襲われ、多くの人々が命を奪われていった。
しかし、ある女性の犠牲によって引き起こされた天災で組織は壊滅。事態は収束したかのように思えたが、生き残っていた残党が数十年ぶりに動き始める。その結果引き起こされたのが新宿バベルと総本山にいたデビルバスターの襲撃事件であり、実行犯はかつての異形の者たちと同じ特徴を持っていた。
今まで秘匿とされていた事を良しとしていた存在が頭数を増やし、再び脅威になる事態を重く見たスネークマンは全てのデビルバスターに対して厳戒態勢を発令。親しい仲間であっても容易に信用しないようプレイヤー・リン・キナに釘を刺す。
デビルバスター襲撃事件
プチデモについて調査を開始した直後に発生した殺人事件。新宿バベルおよび総本山に駐在していたデビルバスターが何者かの襲撃を受け、一晩のうちに5人の命が失われた。その様子は凄惨なものだったらしく、居住区に滞在しているロリエが「死んでいったデビルバスターの悲鳴が耳から離れない」とプチデモを解除してしまうほど。
居住区駐在のDBゴンが殺害された場所にプレイヤーがスクナヒコナと一緒に訪れた際「おびただしい血が流れた跡がある」犯人ついては「人と悪魔を兼ねた者。かつては人であったが…」と説明がある。また事件当時キナとミルワも襲撃を受け、新宿バベルの地下ダンジョンに迷い込み行方不明になってしまった（その後、2人はスクナヒコナの協力を得て捜索にきたプレイヤーに救出されたことで難を逃れている）。襲撃者の一人は西洋人のような見た目であることが判明している。
異形の存在（ヴァンパイア）
悪魔とは別にかつての東京ほぼ全土を支配していた存在。通常の人間と見た目の差異がないため判別が難しく、襲われて命を落とす人間が後を絶たなかった。
5人のデビルバスターを殺した襲撃事件後に裏切り者となったミルワ達はプレイヤーに倒されたあと白い砂となり、その砂と献血で集めた血液を使った実験によって蘇ったことから、人と悪魔を兼ねた存在になり、「親」の存在であるヴァンパイアから血を与えられて「子」になった者は「血の宿命」から逃げられない事が判明した（かまれただけや血を吸いつくされるだけでは死亡するのみであるとスネークマンは説明している）。また、「子」の血筋を追うことで「親」のヴァンパイアを追跡できることも判明している。

## エリア
第三ホーム
初期スタート地点。主人公たちが所属するデビルバスターの居留地の地下シェルターであり、武器屋、防具屋、合体施設である邪教の館が存在する拠点施設。シェルターの外は東京大破壊により廃墟と化しており、コダマやピクシーなど人間に友好的な悪魔が徘徊している。
バーチャルバトル
MOダンジョン。訓練用でありキャラクターステータスについてのチュートリアルを行なう。

スギナミ
第三ホームから出て最初のフィールド。
スギナミ魔階坑道
プライベートダンジョン（以降PD）。初心者〜上級プレイヤーが良く集まる。
旧・帝都地下鉄
PD型ダンジョン。入場に必要な「チケット」を購入し乗車すると電車の車両内いっぱいに悪魔が出現し、せん滅しなければならない。また乗車時とは別の仲魔の召喚が出来なくなったり、低確率でボスが変化する事がある。途中下車する際は幽霊と化した車掌のNPCに話しかけなければならない。
バーチャルビーチ
とあるNPCが大崩壊前のトウキョウに関する資料を元に作ったダンジョン。COMPにそのデータをインストールした後COMPを発電機につなぎ、動力源の替りとしてマッカを渡す。金額に応じてMOダンジョン・MMOダンジョンに分かれる。キーアイテムを集めることで、花火や報酬悪魔を入手が可能。
実装当初はイベント期間中のみだったが、常設となった。

ナカノ
スギナミからシンジュクに向かうフィールド。
ナカノオベリスク
大破壊後に突如出現した中立のモニュメント。
ナカノ地下遺構
遺跡を思わせる外観のPD型ダンジョン。難易度金では四聖獣のゲンブが待ち構える。
ナカノ茫漠領域
ワイヤフレームで構成されたPD型ダンジョンで、仲魔を使用することができない。茫漠領域のみで入手可能なオーブはプレイヤーキャラクターの能力を引き出すことができる。
鞍馬山
元々は夏季イベント限定で実装されたフィールドだったが、敵のバランス調整や待機モーションが変わる装備など新たな報酬を追加し2014年11月に再実装された。

新宿バベル（シンジュク）
人類復興の象徴である大都市。第三ホームよりも広い拠点施設。共同体社会の本拠地。秘密の入り口からイノセント達が暮らすプロトピアへ入場可能。
シンジュクドック
新宿バベル内にあるMOダンジョン。元々はIMAGINE運営チームのPCだった「サイエン」がNPC化し、魔人になるためにプレイヤーにキーアイテム収集を依頼している。
1FとメインActに登場する階層のみだったが、「Chain of Curse」のストーリー内でさらに13Fが追加され該当クエストをクリアすると自由に13Fに立ち入ることが可能。
中央管制室
プレイヤーたちの上官であり、第三ホームにいるスネークマンの盟友でもある山本長官が常駐している。メインAct等で流れたムービーの閲覧やCOMP-HACK（コンプハック）と呼ばれる特殊なダンジョン入場に必要なアイテムの入手が可能な部屋でもある。
Yキキビーチ
夏季イベントのみ登場。スギナミにあるバーチャルビーチと異なり、イベント限定でビーチ管理人のナガシマに話しかけることで入場可能。
入場に必要なコストは不要で敵も悪魔ではなくスイカが転がっている。それを叩く（割る）ことでマッカや使用すると経験値が入る「未熟なスイカ」や「熟れたスイカ」が入手可能だが、冠詞のついたスイカはとても硬いため専用のCP武器なしで叩くのは非常に困難（斬撃無効のため、打撃相性ではないとダメージが入らない）。
2015年のイベントでは新たにパンクス（イケブクロに出没する敵NPC）達が登場し、プレイヤーとどちらが多くスイカを割れるか競争するイベントが実装された。
雪合戦会場
冬季イベントのみ登場。2012年のクリスマスイベントで登場後、2014年クリスマスイベントで仕様を変更したリニューアル版が再実装。
入場コスト不要でイベントNPC悪魔に話しかけることで入場可能。2012年版はジャックフロストの亜種悪魔であるサンタフロストを導きながら雪合戦を行うものだったが、リニューアルした2014年版はプレイヤーに専用スキルがあり、雪合戦会場にいる悪魔をスキルを駆使して倒すものになった。雪合戦中のハプニングとして雪崩が発生。
ダッジを使ってよけないとダメージを受けプレイヤーの頭上にあるカウント数が減少。このカウンターが減るごとに報酬の「冬の日の思い出」が減少してしまう。
また、雪合戦会場にいる敵悪魔からの攻撃を受けてもカウントは減少するが、特定の悪魔を倒すことでカウントを増やす事ができる。

シブヤ
魔階セルタワー
PD。セツ曰く「誰が何の目的で作ったのか不明の魔階」探索中に謎の老人と出くわすが、正体が明かされることはなくメインActが完結後も不明。
魔階シブヤクォーツ
PD。MAP内に存在する水晶に触れることで転送移動ができ、転送先はプレイヤーの能力値によって変化する。プレートは販売ではなく、渋谷フィールドにいる的型のドロップアイテム「石化マグネタイト」との交換により入手可能（プレートの種類により個数が異なる）。
シブヤオベリスク
大破壊後に突如出現した秩序のモニュメント。
シブチカ
PD型ダンジョンの渋谷地下街。瘴気が満ちており、山本長官の許可無しには侵入はできない。CoC（チェインオブカース）を進める事で侵入が可能となる。
瘴気のバッドステータスの影響で滞在中はでHP・SPが自動で消費され続ける状態になっており、専用のCP装備を使わないと回避は不可能（回復アイテムや回復魔法を使用しても「瘴気」のバッドステータスが解除されず、回避するにはCP装備を使うしか方法がない）。

イチガヤ
旧イチガヤ駐屯地
PD型ダンジョン。グールやモウリョウといったダーク悪魔が主に出現する。
イチガヤオベリスク
大破壊後に突如出現した混沌のモニュメント。
魔階カグラザカ朱雀洞
四聖獣スザクの住まうPD型ダンジョン。ただし遭遇できる確率は相当低い。フィールドも仕掛けが多く難解。

ウエノ
ガイア教総本山に向かうフィールド。夜になると強力な悪魔が徘徊する。
朽縄之修験窟
MMOダンジョン。シンジュクドックと同様、内部はフィールド扱いになっている。プレイヤーの属性がLawの場合のみ状態異常を受ける個所が存在する。
魔階ウエノ砂幻陵
砂漠と遺跡をモチーフとしたPD型ダンジョン。難易度に応じてギミックの種類も増えていく。

ガイア教総本山
ガイア教信者およびChaosプレイヤー向けの拠点施設。Chaosプレイヤー向けのアイテムが用意されている。
トウキョウ大破壊前の春ごろのようにサクラが咲くようになった。
シナガワ
メシア教本部、聖都アルカディアに向かうフィールド。新月になると強力な悪魔が徘徊する。
魔階シナガワ神殿騎士廟
霊廟をモチーフとしたPD型ダンジョン。難易度銅では新月時に出現悪魔が悪霊の類に変化する。難易度金は3タイプのルートが存在し、真ルートは全ダンジョン最長を誇る。
東シナガワ大氷穴
『東京再生プロジェクト』の再開発によって生まれたダンジョン。入場には山羊屋が販売するカンテラが必要（初回のみ2000マッカ）。
危険な場所のため10分間の活動限界があり、月齢に応じてボスが変化。氷柱から日替わりでアイテムの入手が可能。

聖都アルカディア
メシア教信徒およびLawプレイヤー向けの拠点施設。Lawプレイヤー向けのアイテムが用意されている。アルカディアにそびえたつカテドラルの奥深くにはユダがいる。
カテドラルMMO
MMOタイプのダンジョン。プレイヤーの属性によりルートが決まるが、別のチームに加わることで別ルートの攻略も可能。これまでのダンジョンと異なり、レイドボスに該当する
ボス戦が存在する。上記のカテドラルとは異なる場所（異世界）にある場所で広大な為、カメラの設定が調整され敵の配置が確認しやすくなった。

中立都市プロトピア
Neutralプレイヤー向けの拠点施設。Neutralプレイヤー向けのアイテムが用意されている。労働力（奴隷）から解放されたイノセント達が自由に暮らしている。
防具ショップの店員、オカヂマとはっちゃんのように人間たちの文化に惹かれるイノセントが多い。
シンジュク
都庁の存在するフィールド。通常の敵は出現しない。キーアイテムを使うと、様々なボス悪魔が出現する。初期状態ではマップがなく、特定のクエストをクリアする必要がある。
魔階トチョウ
主にイベントやクエストの進行時に訪れるダンジョン。

イケブクロ
南・東地区に分かれており、華梟城（カキョウジョウ）と呼ばれる繁華街や独自の通貨単位が存在する。単位はkv（クロイツ）
イケブクロ内の山羊屋でマッカ→クロイツの交換や華梟城にいるNPCの依頼達成で入手可能だが、クロイツ→マッカという交換は現在不可能。
パンクス、極道といった他の土地では見られない人々や施設（カジノ ゴールデンアークやクラブ蓬莱など）が存在している。
サイドストーリー「Chain Of Curse」で初めて訪れることになる。
※イケブクロ入場にはC級デビルバスターライセンスと該当クエストのクリアが必須。入場したばかりの初期状態では地図がない。
ゾウシガヤ霊園
イケブクロ南地区に存在するダンジョン。MMOタイプで階層がない代わりに広大で、どこからか赤ん坊の泣き声がする。

## プレミアムパッケージ
本作は、基本料金が無料で、公式サイトからソフトを無料でダウンロードすることでプレイ可能だが、インストールディスクや限定アイテムが入ったパッケージ版も発売された。
同梱物一覧
- 女神転生IMAGINE インストールディスク
- ゲーム内の限定アイテム「真・ヒーロースーツII」or「真・ヒロインスーツII」どちらか1つ
- ウェブマネー2000ポイント（ゲーム内でCP200ポイントとして使用可能）
- オリジナルゲームサウンドトラックCD（全26曲収録）
- マニュアル

## メモリアルパッケージ
2007年（平成19年）12月13日発売
同梱物一覧
- アバター引換券（サマナースーツセット3点/ネミッサスーツ/袴田さん衣装セット4点のうちいずれか1つ）
- 冒険に便利なアイテムセット（育成の香10日（レベル制限なし版）1個、疾駆の霊珠（小）10個、体力の香（小）5個、アリアドネの糸10個）
- 2008年卓上カレンダー
- デビルバスターガイドブック
- クライアントDVD